# Ploudiry
Ploudiry es una comuna francesa situada en el departamento de Finisterre, en la región de Bretaña.

## Demografía
| 854 | 770 | 677 | 736 | 822 | 809 | 887 |
| Para los censos de 1962 a 1999 la población legal corresponde a la población sin duplicidades (Fuente: INSEE [Consultar]) |     |     |     |     |     |     |